# Hoje É o Primeiro Dia do Resto da Sua Vida
Hoje É o Primeiro Dia do Resto da Sua Vida é o segundo álbum de estúdio da cantora de rock brasileiro Rita Lee, lançado em 1972 pela Philips Records, através do selo Polydor Records.

## História
O disco foi a maneira encontrada pela banda Os Mutantes para aproveitar a inauguração do Estúdio Eldorado que possuía uma mesa de 16 canais, a única disponível no Brasil naquele momento. Assim, o álbum foi creditado à cantora e compositora brasileira Rita Lee, embora, de fato, seja um disco gravado pela banda toda. Este seria, assim, o último disco gravado pela formação clássica do grupo Os Mutantes, do qual a cantora fez parte no início de sua carreira. O grupo já havia lançado um álbum em 1972, mas o contrato com a sua gravadora só permitia o lançamento de um disco por ano.

## Faixas
| N.º            | Título                                       | Compositor(es)                                         | Duração |  |
| 1.             | "Vamos Tratar da Saúde"                      | Arnaldo Baptista / Liminha / Rita Lee                  | 3:05    |  |
| 2.             | "Beija-Me, Amor"                             | Arnaldo Baptista / Élcio Decário                       | 4:00    |  |
| 3.             | "Hoje É o Primeiro Dia do Resto da Sua Vida" | Arnaldo Baptista / Sérgio Dias                         | 4:12    |  |
| 4.             | "Teimosia"                                   | Arnaldo Baptista / Liminha / Rita Lee                  | 2:03    |  |
| 5.             | "Frique Comigo"                              | Arnaldo Baptista / Dinho Leme / Rita Lee / Sérgio Dias | 3:24    |  |
| 6.             | "Amor Branco e Preto"                        | Arnaldo Baptista / Rita Lee                            | 2:10    |  |
| 7.             | "Tiroleite"                                  | Arnaldo Baptista / Liminha / Rita Lee / Sérgio Dias    | 3:49    |  |
| 8.             | "Tapupukitipa"                               | Arnaldo Baptista / Rita Lee                            | 5:10    |  |
| 9.             | "De Novo Aqui Meu Bom José"                  | Arnaldo Baptista / Liminha / Rita Lee / Sérgio Dias    | 4:13    |  |
| 10.            | "Superfície do Planeta"                      | Arnaldo Baptista                                       | 4:15    |  |
| Duração total: | Duração total:                               | Duração total:                                         | 36:21   |  |